# ハヴァル・初恋
初恋（Chulian）は、長城汽車が展開するブランド「Haval」が販売するクロスオーバーSUVである。中国国外ではジョリオン（Jolion）の名称が使用される。

## 概要
2020年9月に行われた北京モーターショーにてプロトタイプを初公開。その後同年12月に発売。
7年間生産されたハヴァル・H2を置き換える。H2と比べ、全長は137mm延長し4,472mm、全幅は27mm拡大し1,841mm、ホイールベースは140mm延長し2,700mmとなった。プラットフォームはH6や大狗にも用いられるレモンプラットフォームを採用している。
パワートレインは最高出力150PS(148hp/110kW)最大トルク220Nmを発揮する1.5L直列4気筒ガソリンターボエンジンに7速DCTまたは6速MTを組み合わせる。駆動方式はFFのみだが、将来的にハイブリッドモデルを設定する際にAWDのオプション設定を予定している。

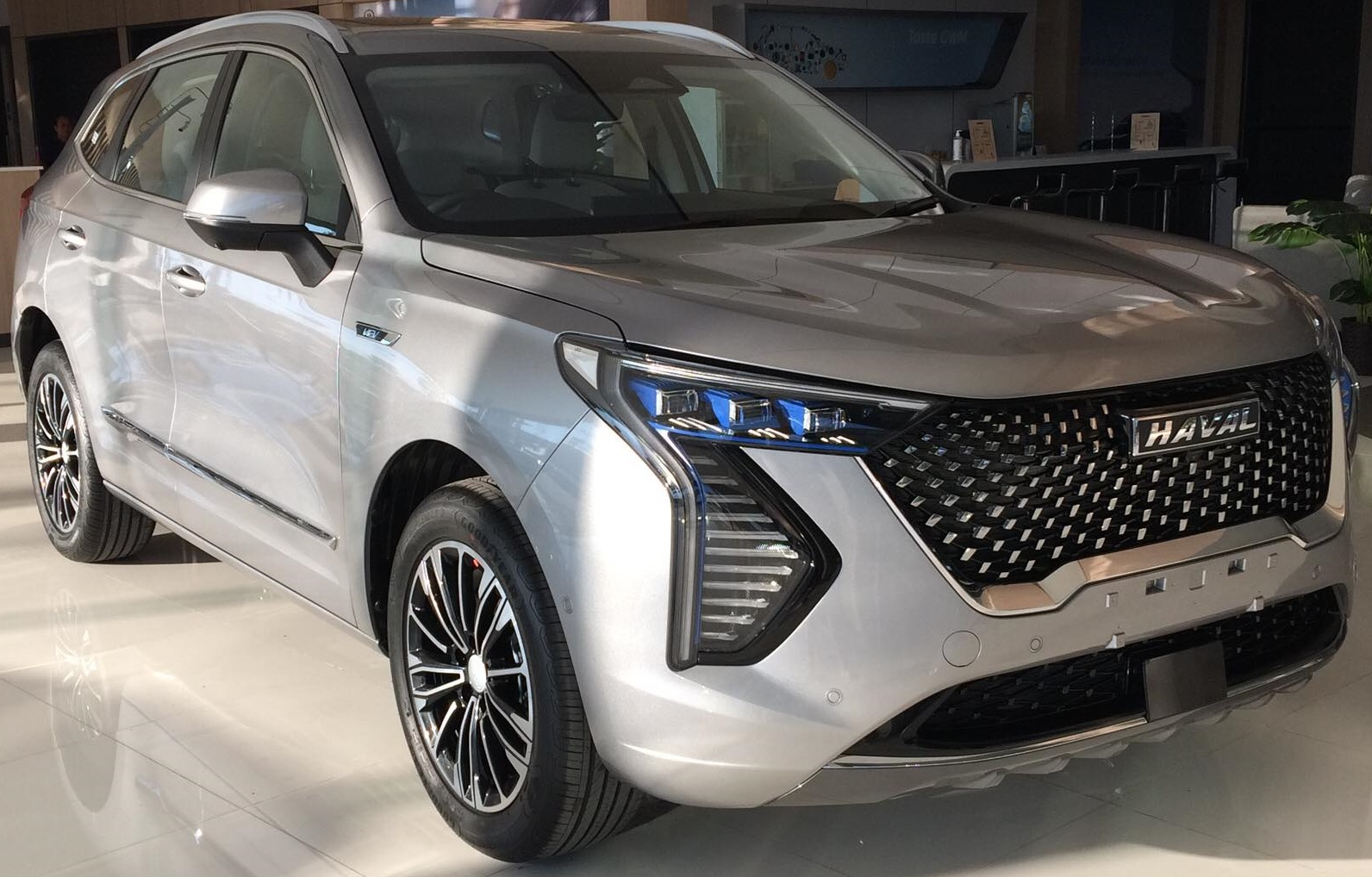
ハヴァル・初恋 (ジョリオン) ハイブリッド